# 2016年東京都知事選挙
2016年東京都知事選挙（2016ねんとうきょうとちじせんきょ）は、2016年（平成28年）7月31日に行われた東京都知事選挙である。
東京都知事選挙における立候補者の人数としては、当時歴代最多となる21人が立候補（次回の2020年の選挙で22人が立候補し記録更新。）。投開票の結果、無所属新人で元防衛大臣の小池百合子が当選した。

## 概要
2013年12月24日、東京都知事の猪瀬直樹は徳洲会事件に関与した責任をとり辞職し、それに伴い2014年2月9日に行われた東京都知事選挙で舛添要一（自民党・公明党推薦）が初当選を果たした。その2年後、2016年4月27日発売の「週刊文春」ならびに5月11日発売の同誌のスクープにより、舛添の公用車私的利用と政治資金不適切支出の問題が明るみになった。同年5月26日までに都民らから都に寄せられた苦情や意見は計1万9千件余りにのぼり、6月21日付で舛添は辞職した。その後任を決めるための選挙が行われることとなった。
民進党・共産党・社民党・生活の党の4党は舛添が辞職した6月21日に野党統一候補を擁立することを決定するが、肝心の候補者選びは難航した。7月11日夕方に民進党都連会長の松原仁がようやく古賀茂明に立候補を要請すると、その日の夜には党代表の岡田克也は都連の努力を無にするかのように鳥越俊太郎の擁立を決めた。先に出馬表明していた宇都宮健児は鳥越との競合を避けるため、7月13日に出馬取りやめを表明した。自民党・公明党の推薦を得た増田寛也、自民党所属の元衆議院議員の小池百合子、野党4党の統一候補の鳥越俊太郎の3人を中心とした選挙戦の構図が告示日前日にようやく固まった。7月14日、告示。計21人が立候補を届け出た。
7月18日に大手紙が発表した序盤情勢では「小池と鳥越が競り合い、増田が追う展開」と報じられたが、7月21日発売の「週刊文春」7月28日号が鳥越の過去の女性問題を報道。7月28日発売の「週刊新潮」8月4日号が鳥越の女性問題をさらに追及。2誌の記事の影響により鳥越は支持を急速に失った。鳥越は女性問題について、宇都宮を納得させるに十分な説明ができなかった。そのため宇都宮は最後まで鳥越の応援演説に立たなかった。7月31日投開票。小池が増田と鳥越を大差で引き離し、初当選を果たした。
高校生を含む18歳選挙権は、2016年7月10日（第24回参議院議員通常選挙と同日）の2016年鹿児島県知事選挙に次いで2番目に導入された。

## 選挙データ

### 告示日
- 2016年（平成28年）7月14日[1]

### 投票日
- 2016年（平成28年）7月31日[1]
- 当選証書授与日：2016年（平成28年）8月2日[20]

### 同日選挙
- 東京都議会議員補欠選挙（7月22日 告示）[21]
  - 大田区選挙区[注釈 1]
  - 渋谷区選挙区[注釈 2]
  - 新宿区選挙区[注釈 3]
  - 台東区選挙区[注釈 4]

### イメージキャラクター・キャッチフレーズ
- 今回の都知事選については、前回2014年同様にイメージキャラクターにタレント・芸能人の起用はなかった。また、今回の都知事選におけるキャッチコピーは『この東京を決める選挙。』。都選挙管理委員会が作成した動画や、啓発ポスターに使用されている[22]。

## 主な争点
- 「政治とカネ」の問題[23][24]
- 少子高齢化問題・待機児童解消などの社会保障対策[23][25]
- 2020年東京オリンピック・パラリンピック開催費用の負担問題[23][24][25]
- 南関東直下地震などの災害への対策[23]
- 韓国人学校への都有地貸与問題[26]

## 選挙活動

### 立候補者
※21名、立候補届け出順、候補者全員新人。
| 候補者名                             | 年齢 | 党派                         | 党派 | 肩書                              |
| 候補者名                             | 年齢 | 公認                         | 推薦・支持他 | 肩書                              |
| ------------------------------------ | ---- | ---------------------------- | --- | --------------------------------- |
| 高橋尚吾 （たかはし しょうご）       | 32   | 無所属                       | | 元コールセンター勤務              |
| 谷山雄二朗 （たにやま ゆうじろう）   | 43   | 無所属                       | | 国際映像配信会社社長              |
| 桜井誠 （さくらい まこと）           | 44   | 無所属                       | | 在日特権を許さない市民の会創設者  |
| 鳥越俊太郎 （とりごえ しゅんたろう） | 76   | 無所属                       | 民進党、日本共産党、社会民主党、生活の党と山本太郎となかまたち 新社会党、緑の党グリーンズジャパン、東京・生活者ネットワーク 推薦 | ジャーナリスト                    |
| 増田寛也 （ますだ ひろや）           | 64   | 無所属                       | 自由民主党、公明党、日本のこころを大切にする党 推薦                                                                              | 前岩手県知事 元総務大臣           |
| マック赤坂 （マック あかさか）       | 67   | 無所属                       | | セラピスト レアメタル関連会社社長 |
| 山口敏夫 （やまぐち としお）         | 75   | 国民主権の会                 | | 元衆議院議員 元労働大臣           |
| 山中雅明 （やまなか まさあき）       | 52   | 未来（みらい）創造経営実践党 | | 税理士                            |
| 後藤輝樹 （ごとう てるき）           | 33   | 無所属                       | | 便利屋業                          |
| 岸本雅吉 （きしもと まさよし）       | 63   | 無所属                       | | 歯科医師                          |
| 小池百合子 （こいけ ゆりこ）         | 64   | 無所属                       | かがやけTokyo、自由を守る会 支援                                                                                                 | 元衆議院議員 元防衛大臣           |
| 上杉隆 （うえすぎ たかし）           | 48   | 無所属                       | | フリージャーナリスト              |
| 七海ひろこ （ななみ ひろこ）         | 32   | 幸福実現党                   | | 党広報本部長 元通信会社社員       |
| 中川暢三 （なかがわ ちょうぞう）     | 60   | 無所属                       | | 前兵庫県加西市長                  |
| 関口安弘 （せきくち やすひろ）       | 64   | 無所属                       | | 建物管理業                        |
| 立花孝志 （たちばな たかし）         | 48   | NHKから国民を守る党          | | 党代表 前千葉県船橋市議           |
| 宮崎正弘 （みやざき まさひろ）       | 61   | 無所属                       | | 日本大学芸術学部映画学科教授      |
| 今尾貞夫 （いまお さだお）           | 76   | 無所属                       | | 泌尿器科医師                      |
| 望月義彦 （もちづき よしひこ）       | 51   | 無所属                       | | ソフトウェア開発会社社長          |
| 武井直子 （たけい なおこ）           | 51   | 無所属                       | | 元学習塾講師                      |
| 内藤久遠 （ないとう ひさお）         | 59   | 無所属                       | | 元陸上自衛官 石油化学会社社員     |

### 立候補者の都政政策関連
- 高橋尚吾 - 高橋しょうごの政策（高橋しょうご公式ブログ ～私達の都政～）
- 谷山雄二郎 - 谷山ゆうじろうの8策（谷山ゆうじろう International Tokyo Now!）
- 桜井誠 - 日本を取り戻す七つの約束（桜井誠オフィシャルサイト）
- 鳥越俊太郎 - 「あなたに都政を取り戻す」（鳥越俊太郎 公式サイト）
- 増田寛也 - 増田ひろや3つの実現（増田寛也 オフィシャルウェブサイト）
- マック赤坂 - 東京をスマイルに（マック赤坂が総裁の政治団体『スマイル党』 公式ホームページ）
- 山口敏夫 - 都政策が書かれた公式サイトなし
- 山中雅明 - 山中雅明 選挙公約（『未来（みらい）創造経営実践党』 公式ホームページ）
- 後藤輝樹 - 選挙公報の文章（後藤輝樹のオフィシャルサイト）
- 岸本雅吉 - 5つの公約・理念（岸本雅吉 公式ホームページ）
- 小池百合子 - 「東京大改革宣言」（小池ゆりこ 東京都知事選特設ページ）<PDF形式>
- 上杉隆 - 東京を、必ず変える（上杉隆 公式ウェブサイト）
- 七海ひろこ - 2016年 東京都知事選 主要政策（七海ひろこ 公式サイト）
- 中川暢三 - プラチナ首都を創造しよう（中川ちょうぞう オフィシャルサイト）
- 関口安弘 - 都政策が書かれた公式サイトなし
- 立花孝志 - 最後の訴え 東京都知事候補 NHKから国民を守る党 立花孝志の公約（『NHKから国民を守る党』公式ブログ）<動画>
- 宮崎正弘 - 3つの公約（宮崎正弘 公式サイト）
- 今尾貞夫 - 都政策が書かれた公式サイトなし
- 望月義彦 - 望月義彦のツイッター<政策が各所に記載>
- 武井直子 - 武井の都政展望－東京ビジョン－!（武井直子 公式ウェブサイト）<文章やや上のほうに掲載>
- 内藤久遠 - 都政策が書かれた公式サイトなし

## その他の立候補に関連した人物
以下は立候補しなかった者のうち、立候補を表明した者、各党が擁立しようとした者、メディアで立候補の可能性が報じられた者の一覧。

### 立候補を表明したが、実際に立候補しなかった人物
※立候補表明順
- ドクター・中松 - 発明家、実業家
  - 2016年6月27日の記者会見で立候補を示唆した[29]。
- 河野充喜 - 洋画家
  - 2016年7月1日の記者会見で立候補を表明した[30] が、届け出ず。
- 河野憲二（河野なみ平） - 元居酒屋経営
  - 2016年7月5日に記者会見で立候補を表明した[31] が、届け出ず。
- 山口節生 - 鑑定士
  - 2016年7月6日、記者会見で立候補を表明した[32] が、届け出ず。
- 石田純一 - 俳優・タレント
  - 7月8日、都内で記者会見し、「野党統一候補なら出馬する」と表明した[33] が、3日後の11日、「都知事選への意欲を示してまいりましたが、正式に断念いたします。自分の事情もありまして、タイムリミットもありました」[34] として出馬見送りを表明した。
- 宇都宮健児 - 元日本弁護士連合会会長
  - 2016年7月11日の記者会見で立候補を表明した[35] が、7月13日に「市民運動を担う人の間で、対立的な状況になりかねない」と[36] 野党統一候補として決定した鳥越に譲る形で立候補を取りやめ[37]。

### 立候補が取り沙汰された人物
※五十音順
- 安藤優子 - ニュースキャスター
  - 一部で出馬が取り沙汰されたが、自身がキャスターを務めるフジテレビの「直撃LIVE グッディ!」の番組内で出馬を否定している[38]。
- 池上彰 - ジャーナリスト
  - 一部で立候補待望論が出たものの、投開票の当日に放送されるテレビ東京の選挙特番の司会を担当するとして出馬を否定した[39]。
- 石原伸晃 - 経済再生担当大臣、自由民主党衆議院議員
  - 自身を押す声が上がっていることについて「光栄だ」と述べている[40]。
- 江田憲司 - 民進党衆議院議員、代表代行
  - 民進党が擁立を検討していたが、「候補だと勝手に出され不愉快だ。出ることは絶対ない」として出馬を否定[41]。
- 海江田万里 - 旧民主党元代表、元衆議院議員
  - 民進党が擁立を検討していたが、出馬を否定[41]。
- 柿沢未途 - 民進党衆議院議員
  - 民進党が擁立を検討していたが、出馬を否定[41]。
- 片山善博 - 前鳥取県知事、元総務大臣
  - 民進党が擁立を検討していたが、出馬を否定[42]。
- 北川正恭 - 元三重県知事
  - 民進党内から立候補を要請する動きがあったが出馬を否定[42]。
- 古賀茂明 - 元経産官僚
  - 民進党が候補として最終調整を進めていたが、鳥越俊太郎に出馬を譲る形で断念[11]。
- 斎木昭隆 - 前外務事務次官
  - 自由民主党内から擁立の動きがあったが、「関心がない」としている[43]。
- 桜井俊 - 前総務事務次官、男性アイドルグループ「嵐」のメンバー・櫻井翔の実父
  - 6月17日に総務事務次官を退任し[44] 一部で待望論が高まったが、出馬を否定した[45]。長男の櫻井翔は7月10日に日本テレビの参議院選挙特番に出演。
- 鈴木大地 - 元水泳選手、スポーツ庁長官
  - 候補として一部で名前が挙がったが、就任したばかりの長官の役目を投げ出すわけにはいかないとし、「（1988年ソウルオリンピックの100m背泳ぎで金メダルを獲得した時のタイム55秒05にかけて）5505％ぐらい（無い）」と出馬を否定[46]。
- 竹花豊 - 元東京都副知事、東京ビッグサイト社長
  - 自民党と公明党の支援があれば出馬する意向を示していた[47]。
- 長島昭久 - 民進党衆議院議員、元防衛副大臣
  - 民進党が長島を軸に候補選考を進めてきたが、長島が民進党が模索する野党共闘での都知事選出馬に否定的なことから候補から外れた[48]。
- 長妻昭 - 民進党衆議院議員、民進党代表代行、元厚生労働大臣
  - 候補として一部で名前が挙がったが、6月15日に行われた参院選公約発表会見の席で出馬を否定[49]。
- 橋下徹 - 弁護士、元大阪府知事、元大阪市長、元おおさか維新の会共同代表
  - 立候補が取り沙汰されたが、出馬を否定
- 東国原英夫 - タレント、元宮崎県知事、元衆議院議員
  - 立候補が取り沙汰されたが、7月23日から7月31日まで上演される舞台「ペコロスの母に会いに行く」出演のため出馬を否定[50]。
- 百田尚樹 - 小説家、放送作家
  - ブログで都知事選出馬を示唆、朝日新聞の取材に対し「半分くらい本当」としていたが[51]、出馬せず
- 堀江貴文 - タレント、実業家
  - 一部で立候補が取り沙汰されたが、出馬の要請はないとしている[52]。
- 丸川珠代 - 自由民主党参議院議員、環境大臣
  - 立候補が取り沙汰されたが、国務大臣の職務を果たすとして出馬を否定[53]。
- 松沢成文 - 無所属参議院議員、元神奈川県知事
  - 民進党都連内で擁立を目指すことが決定されたが、公示1週間前というタイミングもあり、松沢は「この状況で受けるのはかなり難しい。物理的に間に合わない」と消極姿勢[54]。
- 村木厚子 - 前厚生労働事務次官
  - 自由民主党内から出馬を要請する動きがあったが、出馬を否定[42]。
- 蓮舫 - 参議院議員、民進党代表代行
  - 東京都選出で2016年に改選期を迎え、知名度も高いことから、民進党内では擁立論が高まったが、6月18日に行われた事務所開きにおいて、参議院通常選挙への出馬を明言、都知事選への不出馬を表明[55]。
- 渡邉美樹 - 自由民主党参議院議員、実業家
  - ブログに、自らが都知事になった場合には無駄遣いは絶対にしないと投稿し、出馬への意欲かと注目されたが、その後出馬しないことを明らかに[51]。

## 関係各所の動向

### 各政党・政治団体
民進党・日本共産党・社会民主党・生活の党と山本太郎となかまたちの野党4党、6月21日、今回の都知事選の対応について、幹事長・書記局長会談を行い、都知事選の直前に行われた第24回参院選と同様に都知事選にも野党統一候補（民共共闘）擁立を決定。7月12日、鳥越俊太郎が記者会見で都知事選への出馬を発表。民進が鳥越の擁立を決め、これに、共産・社民・生活が同調。鳥越の記者会見直後、野党4党は幹事長・書記局長会談を開き、鳥越を野党統一候補とすることで決定。緑の党グリーンズジャパン・生活者ネットワーク・新社会党なども追従し鳥越への推薦や支援を行っている。一方で民進党の支持組織連合東京は民進党から推薦を要請されたが拒否、自主投票とした。なお、民進党東京都連が出馬を要請していた古賀茂明は、鳥越に出馬を譲る形で断念。また前々回2012年と前回2014年の都知事選において社民党・共産党らの推薦を受けて出馬した宇都宮健児は、公示前日の午前中までは今回の都知事選に出馬する意思を示していたが、午後になって野党共闘を優先する形で出馬を断念。

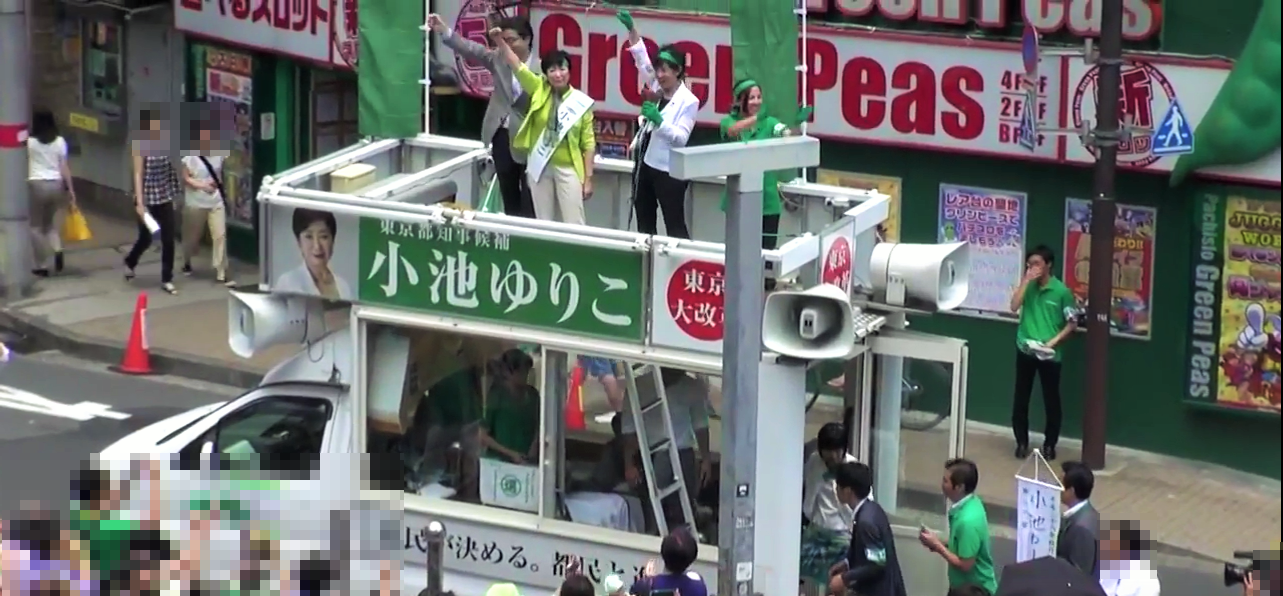
小池百合子候補、衆議院議員若狭勝の新宿駅東南口街頭演説

一方、自民党は小池百合子が党に対し推薦願を提出し、石原伸晃自民党東京都連会長とも面談を行ったが、党内からは小池が党に無断で立候補表明したことに批判が噴出したことから、自民党東京都連が擁立した増田寛也に推薦を出すこととした。これを受け小池は、推薦の希望を取り下げた。増田への推薦決定に際し自民党都連は国会議員・地方議員へ「家族・親族を含め増田以外の候補を応援した場合除名などの処分対象とする」という文書を配布、党紀引き締めを図ったが、若狭勝衆議院議員(比例東京)や小池の地盤である豊島区・練馬区区議などの一部自民党議員が造反し小池を支援する動きも出る。なお増田には自民のほか、連立与党のパートナーである公明党も支援、自公連立与党を支援する日本のこころを大切にする党も党として増田への推薦を出しているが、党議拘束はかけておらず、個人として小池を支援する党員も出ている。そのため自民党も含め与党は、いわゆる『分裂選挙』となる。なお、自民党が都知事選において分裂選挙となるのは、1999年の都知事選以来17年ぶり。その一方で、松井一郎大阪府知事率いるおおさか維新の会は、今回の都知事選については独自候補の擁立や特定候補の支援をせず、候補者には一切関わらないとする方針を明らかにした。
元みんなの党都議で構成される都議会会派「かがやけTokyo」、および同会派所属の上田令子都議が代表を務める地域政党「自由を守る会」は小池支援を決定。
諸派は、幸福実現党が前々回2012年の都知事選以来2回目となる公認候補として七海ひろこを擁立。『国民主権の会』は代表で元労働大臣の山口敏夫、『未来（みらい）創造経営実践党』は党首・総裁で税理士の山中雅明、『NHKから国民を守る党』は代表で前千葉県船橋市議会議員の立花孝志が、それぞれ公認で立候補。また『スマイル党』は同党総裁でセラピストのマック赤坂が、『地球平和党』は代表の関口安弘 がそれぞれ無所属で立候補。一方で、前回2014年の都知事選で田母神俊雄を支持した維新政党・新風は、今回特定候補者の支援・支持を見送った。

### 東京都内の首長（区長・市長など）
今回の都知事選は、東京都内の区市町村の首長の間でも増田寛也・鳥越俊太郎・小池百合子の主要3候補に支持が分かれる形となった。
増田は、都知事選の告示前に、都内の大半の区長・市長と町村長が都知事選への出馬を要請。区長会や市長会、町村長会によると、東京23区のうち荒川区の西川太一郎区長など21区長、26市のうち羽村市の並木心市長など25市長、13町村に至っては13人全員が要請に参加。都知事選のスタートと同時に、要請に参加した全員が増田の支持に回った。
鳥越には、かつて社民党衆院議員から転身した世田谷区の保坂展人区長や、市長選で旧民主・共産・社民などの支持を受け当選した武蔵野市邑上守正市長・多摩市の阿部裕行市長といった野党共闘に参加した4党にゆかりのある首長が支持に回った。
小池には、自身が衆議院議員時代、衆議院東京10区（豊島区、練馬区の一部）が地盤であったことから、地元豊島区の高野之夫区長が支持に回る。

## 選挙のタイムライン
2016年
- 4月27日 - 「週刊文春」5月5日・12日ゴールデンウィーク特大号が発売。舛添が毎週末に神奈川県足柄下郡湯河原町にある別荘へ公用車で通っていたとスクープした[4][5]。
- 5月11日 - 「週刊文春」5月19日号が発売。舛添の資金管理団体の不適切な支出が報じられた[6][7]。
- 5月27日 - 東京新聞が、都民らから都に寄せられた苦情や意見は計1万9千件余りにのぼると報道[8]。
- 5月30日頃 - 東京10区の小池百合子と比例東京ブロックの若狭勝は都知事選出馬について協議[74]。
- 6月3日 - 政府は総務事務次官の桜井俊を退任させ、後任に佐藤文俊を充てる人事を固めた[75]。桜井がアイドルグループ「嵐」の櫻井翔の父親として知られていたことから、都庁関係者や政治評論家から「桜井氏なら（候補として）適任ではないか」「自民が担げば当選するのでは」などの声が上がった[75]。
- 6月15日
  - 舛添要一が都議会議長に対し6月21日付での辞職願を提出、都議会は本会議において辞職に同意[76]。
  - 桜井俊が報道陣の取材に応じ、出馬の意向を否定した[45]。
  - マック赤坂が立候補を宣言するファクスをマスコミに送付[77]。
- 6月17日
  - 東京都選挙管理委員会が7月14日告示、7月31日投開票とする選挙日程を決定[1][2]。
  - 桜井が総務事務次官を退任[44]。
- 6月20日 - マック赤坂が記者会見で立候補を表明[78]。
- 6月21日
  - 舛添要一が同日付をもって、東京都知事を正式に辞任。
  - 民進党・共産党・社民党・生活の党の野党4党が、幹事長・書記局長会談を国会内で行い、都知事選に野党統一候補を擁立することを決定[10]。
- 6月23日 - 自民党東京都連に所属する若狭勝、練馬区や豊島区の都議らは小池百合子に出馬を要請[79]。
- 6月24日 - 中川暢三が記者会見で立候補の意向を表明[80]。
- 6月29日
  - 昼、自民党都連会長の石原伸晃は都内で桜井と会談し、出馬要請したが、桜井は固辞した。自民党の世論調査では桜井の支持がトップだったため、説得する方針は変えなかった[81]。
  - 小池が議員会館で記者会見し、立候補の意向を表明[82]。
  - 桜井誠が立候補の意向を表明[83]。
- 7月1日 - 河野充喜が記者会見し立候補の意向を表明[30]。
- 7月3日 - 自民党の東京都議会議員らは元法務大臣の増田寛也を擁立する方針で一致した[84]。
- 7月5日 - 河野憲二[31]、今尾貞夫[31]、山口敏夫[85] が、それぞれ記者会見で立候補を表明。
- 7月6日
  - 立花孝志[86]、山口節生[32] が、それぞれ記者会見で立候補を表明。
  - 東国原英夫はTBSの情報番組に出演した際、鳥越俊太郎が出馬の準備をしていることを示唆した[87]。
- 7月7日
  - 宇都宮健児が立候補する意向を固めたことが報道により明らかとなった[88]。
  - 高橋尚吾が記者会見で立候補を表明[89]。
- 7月8日
  - 東京都の26市長のうち1人を除く25人の市長が増田に出馬を要請した[90]。
  - 民進党都連は選対会議を開き、参議院議員の松沢成文か、元経済産業省官僚の古賀茂明を擁立する方向で党本部と調整に入る方針を示した[90]。
  - 石田純一が記者会見で「野党統一候補」という条件で立候補を表明。

- 7月10日 - 第24回参議院議員通常選挙が行われ、自民党が大勝。自民、公明、おおさか維新の会をはじめとする改憲勢力が、衆参両院で、日本国憲法改憲の発議が可能な圧倒的多数となる3分の2を確保した[91]。

- 7月11日
  - 松沢は民進党の出馬要請を断った[11]。
  - 夕方、民進党都連会長の松原仁は古賀と会談し、立候補を要請した[11]。
  - 16時半から17時にかけての頃、参院選の結果に危機を覚えた鳥越は出馬を決断[92]。
  - 夜、民進党代表の岡田克也は鳥越の決意を知り、鳥越に出馬を打診し、了解を得た。都知事選候補選定の主導権は土壇場で都連から党本部に移り、この結果、民進党は鳥越擁立で最終調整に入った[12][11]。
  - 増田は自民党の推薦を得て立候補する意向を表明[35]
  - 宇都宮が記者会見で立候補を表明[11]。
  - 石田が記者会見で立候補を断念。

- 7月12日
  - 鳥越が帝国ホテルで記者会見し、出馬表明した。会見後、鳥越は宇都宮と面会。鳥越が「都政をどうするかはこれから考える」と言ったため、宇都宮は前日の記者会見で発表した政策資料を渡した[19]。
  - 民進党・共産党・社民党・生活の党の野党4党は幹事長・書記局長会談を開き、鳥越を野党統一候補とすることで決定[93]。
  - 山中雅明[94]、上杉隆[95] が、それぞれ記者会見で立候補を表明。
  - 自民党・公明党の連立与党が増田の推薦を決定[96]。

- 7月13日
  - 民進党都連会長の松原が連合東京を訪れ、鳥越への推薦を要請したが、同会長の岡田啓はこれを断った。連合東京は執行委員会を開き、自主投票を正式決定した[57]。
  - 午後、日本記者クラブで、増田、小池、鳥越、宇都宮の4人の公開討論会が開かれた[12]。
  - 夜、宇都宮が記者会見で立候補取りやめを発表[13][12]。
  - 幸福実現党の七海ひろこが記者会見で立候補を表明[97]。
  - 日本のこころを大切にする党が増田寛也の推薦を決定[98]。
  - おおさか維新の会の松井一郎代表（大阪府知事）が都知事選において党として特定の候補者を擁立・支援しない方針を表明[67]。

- 7月14日
  - 選挙告示。
  - 谷山雄二朗、後藤輝樹、岸本雅吉、関口安弘、宮崎正弘、望月義彦、武井直子、内藤久遠が、それぞれ立候補を届け出る。
  - 河野充喜、河野憲二、山口節生は、立候補を届け出ず。

- 7月18日 - 毎日新聞と東京新聞が序盤情勢分析を公表。「小池百合子と鳥越俊太郎が競り合い、増田寛也が追う展開」と報じた[14][15]。

- 7月21日
  - 「週刊文春」7月28日号が発売。鳥越が2002年に当時大学2年生だった20歳の女性を富士山麓の別荘に誘い込み、淫らな行為に及ぼうとした過去があると報じた[16]。
  - 鳥越は、東京地検に、名誉毀損および公職選挙法違反で週刊文春の新谷学に対する告訴状を提出した[99]。

- 7月25日 - 朝日新聞が情勢分析を公表。「小池百合子が優勢で、増田寛也が追う展開。鳥越俊太郎は苦戦している」と報じた。週刊誌報道の影響により鳥越が支持を失いつつあることが明らかとなった[18]。

- 7月27日
  - 鳥越は宇都宮に正式に応援要請をした。夜、宇都宮は応援要請を受ける政策面などの条件について書面で回答した[100]。

- 7月28日
  - 「週刊新潮」8月4日号が発売。被害者とされる女子大生の証言を元に鳥越の淫行の詳細を報道[17]。
  - 鳥越は、東京地検に、名誉毀損および公職選挙法違反で週刊新潮の酒井逸史に対する告訴状を提出した[101]。
  - 宇都宮はTwitterを更新。鳥越の応援要請に触れ、「政策面に関しては誠実な回答があったが、女性の人権にかかわる問題についての対応という点で、残念ながら一致にいたらなかった」と述べた[100]。

- 7月30日 - 民進党代表の岡田克也代表は、9月の代表選に出馬しない意向を示した[102]。

- 7月31日
  - 投開票。小池が初当選した。
  - 民進党都連の松原仁は記者団の取材に応じ、「選挙戦の最終日になぜ、鳥越氏擁立の中心だった岡田氏が出処進退に言及したのか。極めて理解に苦しむ」「岡田氏が都連で内定した候補を覆す形で鳥越氏を連れてきた。連れてきた責任を全うすることが必要だ」と述べるなど、代表の岡田を批判した[102]。

- 8月2日 - 当選証書の授与[20]。その後、都知事就任。

## 選挙結果
投票率は59.73%（男58.19%、女61.22%）で、前回2014年の46.14%（男46.46%、女45.83%）を大きく上回った、前回比 +13.59%（男+11.73、女+15.39）。当日の有権者数は11,083,306人（男5,431,190人、女5,652,116人）で、投票者数は6,620,407 人（男3,160,220人、女3,460,187人）、棄権者数4,462,899人（男2,270,970人、女2,191,929人）、投票総数6,620,300票。有効投票数は6,546,362票、無効投票数73,938票、得票総数は6,546,361.993票（按分の際切り捨てた票数0.007票、いずれの候補者にも属さない票数0票）。持ち帰りと思われる票数103票、不受理と決定した票数4票、無効投票率1.12%となった。7月31日20時00分に投票が締め切られ、開票確定の8月1日1時05分まで5時間5分を要した。
候補者別の得票数の順位・得票数、得票率・惜敗率は以下のようになった。得票率と惜敗率は未発表のため暫定計算とした（小数3位以下四捨五入）。
※当日有権者数：11,083,306人 最終投票率：59.73%（前回比： 13.59pts）
| 候補者名   | 年齢 | 所属党派                     | 新旧別 | 得票数          | 得票率 | 推薦・支持 |
| ---------- | ---- | ---------------------------- | ------ | --------------- | ------ | --- |
| 小池百合子 | 64   | 無所属                       | 新     | 2,912,628.000票 | 44.49% | |
| 増田寛也   | 64   | 無所属                       | 新     | 1,793,453.000票 | 27.40% | 自民党・公明党・日本のこころを大切にする党                                                                            |
| 鳥越俊太郎 | 76   | 無所属                       | 新     | 1,346,103.000票 | 20.56% | 民進党、共産党、社民党、生活の党と山本太郎となかまたち、 新社会党、緑の党グリーンズジャパン、東京・生活者ネットワーク |
| 上杉隆     | 48   | 無所属                       | 新     | 179,631.018票   | 2.74%  | |
| 桜井誠     | 44   | 無所属                       | 新     | 114,171.000票   | 1.74%  | |
| マック赤坂 | 67   | 無所属                       | 新     | 51,056.000票    | 0.78%  | |
| 七海ひろこ | 32   | 幸福実現党                   | 新     | 28,809.000票    | 0.44%  | |
| 立花孝志   | 48   | NHKから国民を守る党          | 新     | 27,241.975票    | 0.42%  | |
| 高橋尚吾   | 32   | 無所属                       | 新     | 16,664.000票    | 0.25%  | |
| 中川暢三   | 60   | 無所属                       | 新     | 16,584.000票    | 0.25%  | |
| 山口敏夫   | 75   | 国民主権の会                 | 新     | 15,986.000票    | 0.24%  | |
| 岸本雅吉   | 63   | 無所属                       | 新     | 8,056.000票     | 0.12%  | |
| 後藤輝樹   | 33   | 無所属                       | 新     | 7,031.000票     | 0.11%  | |
| 谷山雄二朗 | 43   | 無所属                       | 新     | 6,759.000票     | 0.10%  | |
| 武井直子   | 51   | 無所属                       | 新     | 4,605.000票     | 0.07%  | |
| 宮崎正弘   | 61   | 無所属                       | 新     | 4,010.000票     | 0.06%  | |
| 望月義彦   | 51   | 無所属                       | 新     | 3,332.000票     | 0.05%  | |
| 山中雅明   | 52   | 未来（みらい）創造経営実践党 | 新     | 3,116.000票     | 0.05%  | |
| 今尾貞夫   | 76   | 無所属                       | 新     | 3,105.000票     | 0.05%  | |
| 内藤久遠   | 59   | 無所属                       | 新     | 2,695.000票     | 0.04%  | |
| 関口安弘   | 64   | 無所属                       | 新     | 1,326.000票     | 0.02%  | |

各候補の得票率
無所属新人の小池百合子が増田寛也（自民、公明、こころ推薦）や鳥越俊太郎（民進、共産、社民、生活推薦）らを退け、当選。東京都知事としては初、全国的にも7人目となる女性知事が誕生。現職では高橋はるみ（北海道）・吉村美栄子（山形県）に続いて3人目。
投票日前までは接戦となる情勢が伝えられていたが、蓋を開けてみれば小池が約291万票を獲得し、次点の増田に100万票以上の大差をつけ圧勝に終わった。また、自民党を飛び出す形で立候補した小池は自民をはじめとする政党からの推薦を得ずに出馬したが、JNN調べの情勢調査では、無党派層を中心に自民党や民進・共産といった野党の支持層なども取り込んで幅広い支持を集めたのが勝因となった。
一方、増田は自民・公明の連立与党と日本のこころを大切にする党の推薦を受けたが、179万票を獲得するも自民党支持層の票がおよそ4割強、公明党支持層の票が2割ほど小池に流れてしまうなど「分裂選挙」の影響が出たことにより、小池に100万票を超える差をつけられ次点に終わる。ウィークポイントの一つでもあった知名度不足を街頭演説などで補うものの、推薦を受けていた連立与党支持層の票が分散する影響を抑えられなかった。
野党4党（民進、共産、社民、生活）が推薦し、野党統一候補として出馬した鳥越も与党系の分裂選挙となり、さらに都議会の与党勢力の体質も問題視されていたために当初は鳥越が優勢と見られていた。しかし鳥越の出馬が公示直前であったことから、政策等の準備不足や4党の連携不足、選挙期間前後には週刊誌に女性問題が報じられたことや、民進党代表の岡田克也が都知事選の投票日前日に9月開催の代表選挙への不出馬を表明したことが決め手となり、民進党や共産党などの『非自民』支持層の票の一部が小池に流れ、鳥越は分裂した与党系の両候補に及ばない3位に終わった。また、鳥越に譲るかたちで立候補を断念した宇都宮健児は鳥越の政策に対して「国政レベルでは重要だが都政では重視するものではない改憲や脱原発を争点としたことが敗因ではないか。そして統一候補者を決める流れが不透明で、安倍政権を『独裁』と非難しておきながら候補者の決定の流れが不透明ではないか」とコメントしている。
供託金300万円の没収点は、有効投票総数の10分の1であるため、21名の候補者中18名が没収された。

## 選挙期間中の出来事と選挙後の動き

### 政見放送の一部音声削除
今回の東京都知事選において、7月23日にNHKで放送された政見放送の中で、後藤輝樹が性器の名称など不適切発言を連発したことに対し、NHKは公職選挙法150条の2を適用、音声の大部分をカットした。過去に政見放送の音声がカットされた例としては、1983年の第13回参議院議員通常選挙において雑民党から立候補した東郷健がNHKで放送した政見放送（詳しくは「政見放送削除事件」を参照）がある。
なお、後藤は2020年の都知事選にも立候補しているが、この際TOKYO MXで放送された政見放送において同様の理由から音声削除が行われている。

### 特定の3候補に偏った報道
今回の東京都知事選の選挙期間中、各報道機関が、候補者21人中、増田寛也・小池百合子・鳥越俊太郎の3候補に偏った報道が目立ったことが一部の候補者から問題視された。「泡沫候補」扱いされた候補者の中には閣僚経験者もいた。幸福実現党の調査によると、7月18日から22日までの民放の主要ニュース4番組（『NEWS ZERO』（日本テレビ）・『報道ステーション』（テレビ朝日）・『NEWS23』（TBS）・『ユアタイム〜あなたの時間〜』（フジテレビ））のうち、主要候補以外を取り上げた時間がわずか3%にとどまるという。
7月23日に自由報道協会にて6候補（立花・中川・七海・上杉・山口・マック）による会見が行われ、25日に都選挙管理委員会と都庁記者クラブに対し「不平等な報道は公職選挙法と日本国憲法第14条に反するのではないか」という趣旨の抗議文を提出する意向を示す。
7月25日には山口・上杉・中川の3候補の呼びかけにより「政策を演説・討論する場を設けたかった」（山口）として新宿駅前にて合同演説会を行い、「主要候補」とされる小池を含め計12人が参加した。山口によると、「主要候補」3人にも声を掛けたが、小池のみが応じたという。
7月27日には上杉・立花・七海・マック・内藤の5候補が自由報道協会にて会見を開き、連名でテレビ東京を除く在京の民放キー局（日本テレビ・テレビ朝日・TBS・フジテレビ）と放送倫理・番組向上機構（BPO）に、報道姿勢を改めるよう求める連名の要求書・請求書を送ったと発表した。この要請があった27日から29日にかけて指摘のあった4番組のうち、『ユアタイム』を除く3番組において増田・小池・鳥越の3候補を除く18候補の選挙活動を報じている。
また、かつてのマスコミ報道では都知事選では一度10万票以上を獲得した者（ドクター中松など）は「主要候補」に区分される暗黙の了解があったが、この選挙で桜井誠の得票数が予想以上に多く、桜井外しのため主要候補の条件が「国会に議席を持つ政党」になった（そのため逆にのちにN国党が国政進出すると無視できなくなった）という指摘もある。

### 小池百合子と自民党の関係
今回の都知事選では、小池百合子は増田寛也を推薦した党方針に逆らって自民党を飛び出す形での立候補となり、また選挙期間中に自民党は所属の国会議員・地方議員に対し「家族・親族を含めて自民党公認（増田寛也）以外の候補を応援した場合除名などの処分対象とする」という文書を配布。選挙後に自民党は小池に何らかの処分を下すといわれていた。
ところが、今回の小池圧勝の結果を受けた自民党本部は、小池に対する除名をはじめとする厳しい処分を見送る考えを示した。2020年東京五輪に向けて協力関係が必要な国と東京都との関係に影響することや、都民の支持を集めた小池を処分することによる世論の反発を警戒したとみられる。一方で、下村博文総裁特別補佐からは「反党行為だったことは事実」として、小池に対し党紀委員会で処分を検討すべきだとの声も上がっている。
なお、小池は都知事就任後に自民党総裁の安倍晋三首相と首相官邸で会談。その中では、2020年東京オリンピック・パラリンピックのために政府と東京都の円滑な連携を要請した。なお今回の会談では、自民党からの処分について会話されることはなかった。
また、今回の結果を受け、8月4日に行われた自民党東京都連の幹部会合で石原都連会長ら、都連幹部5人が選挙戦敗北の責任を取り、辞意を表明。翌5日に行われた会合で都連幹部5人の辞任を正式に了承。
選挙後の9月、自民党の二階俊博幹事長は、若狭の処分について「厳重注意」とすることを決めた。また10月投開票の衆院東京10区補選の候補者公募に若狭が参加することも認めた。その一方、小池支援に回った豊島、練馬の両区議会の自民所属議員計7人に対し、離党勧告処分を決定。なお、都連幹部は「10月末までにこの勧告に従わない場合は除名処分もあり得る」と説明。